# بهینه‌سازی ترکیبیاتی

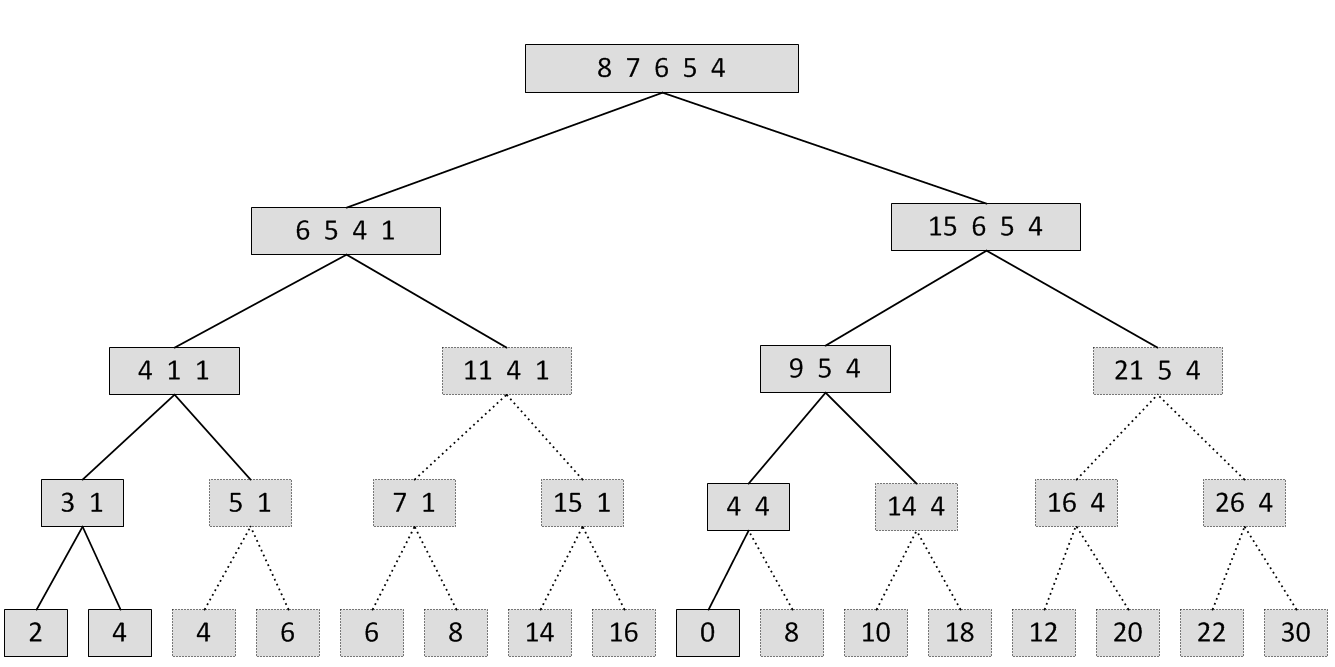
تصویر درخت دودویی از الگوریتم "کامل در هر زمان" برای مشکل پارتیشن

بهینه‌سازی ترکیبی (به انگلیسی: Combinatorial Optimization) شاخه‌ای از بهینه‌سازی است که به آن دسته از مسائل بهینه‌سازی می‌پردازد که در آن‌ها مجموعه پاسخ‌های امکان‌پذیر گسسته است یا می‌تواند به صورت گسسته درآید و هدف پیدا کردن بهترین پاسخ از بین این پاسخ‌ها است.
بهینه‌سازی ترکیبی شاخه‌ای از ریاضیات کاربردی و علوم رایانه و مرتبط با تحقیق در عملیات، نظریه الگوریتم و نظریه پیچیدگی محاسباتی است که در محل تلاقی چندین رشته ازجمله هوش مصنوعی، ریاضیات و مهندسی نرم‌افزار قرار دارد.

## لیست مسائل
- زمان‌بندی مغازه کارها
- مسئله کوله‌پشتی
- فهرست مسائل کوله‌پشتی
- K برش کمینه
- مسئله فروشنده دوره‌گرد
- بهینه‌سازی خطی عدد صحیح